# Ясмин Ли
Ясмин Ли (англ. Yasmin Lee, род. 3 июня 1983 года) — транссексуальная кино- и порноактриса и фотомодель. Сыграла Кимми в фильме «Мальчишник 2: Из Вегаса в Бангкок».

## Биография и карьера

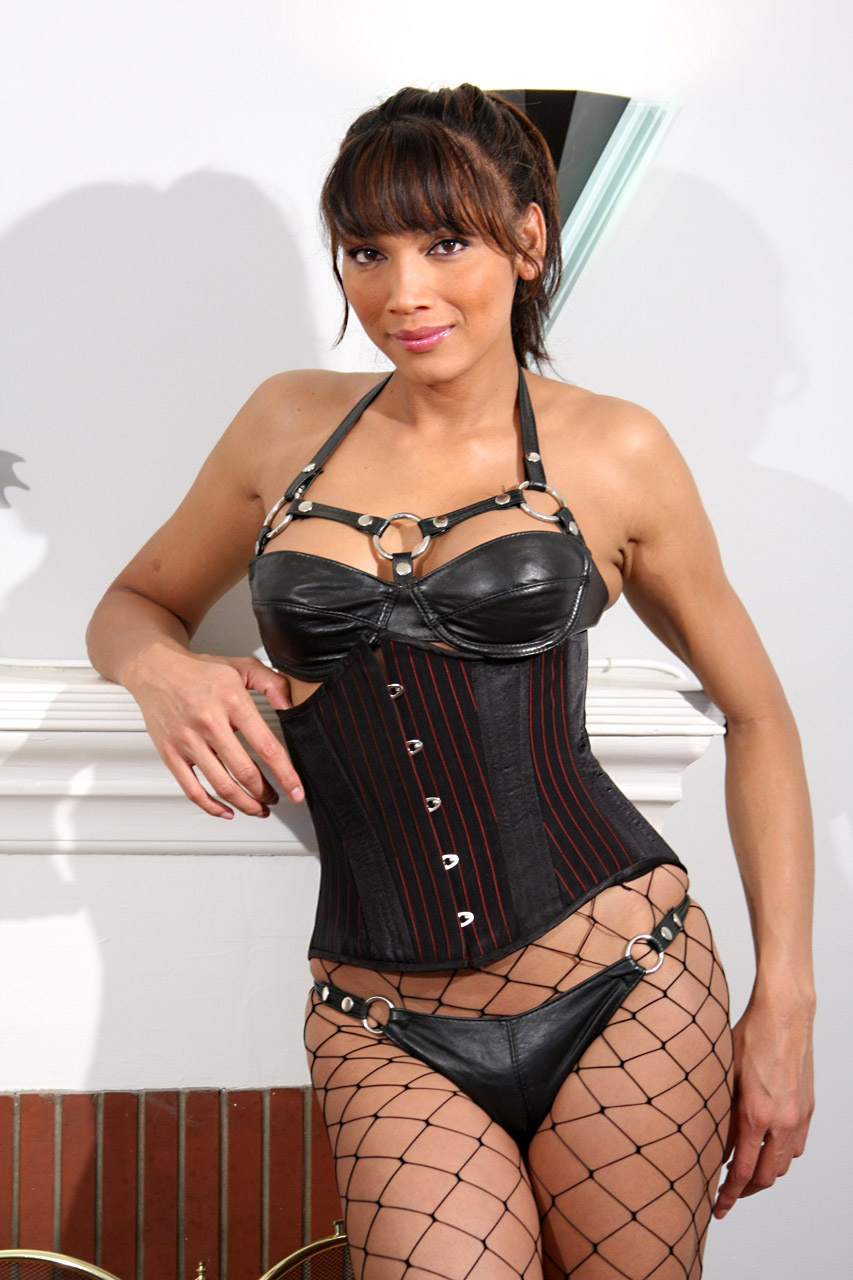

Имеет тайские, камбоджийские и китайские корни. Родилась в семье камбоджийских беженцев. Её родители переехали из Таиланда на Филиппины, затем окончательно осели в округе Ориндж, штат Калифорния. В 18 лет Ли поступила на службу в ВМС США, но вскоре ушла из-за сексуальных домогательств, начав карьеру эстрадного артиста и визажиста. Работала визажистом у голливудских актрис и на съёмках музыкальных клипов. После начала перехода оставила работу визажиста из-за боязни трансфобной дискриминации и начала работать ассистентом на съёмках порнофильмов. Затем работала менеджером по кастингу порноактёров. Однажды одна актриса не появилась на съёмках, и её место заняла Ли — так состоялся дебют в порноиндустрии. Была трижды номинирована на AVN Awards за работу в транссексуальной порнографии.
В январе 2010 года Ли объявила, что в 2010 году ей предстоят две операции — увеличение груди и обрезание.
Постоянный исполнитель на Kink.com, в 2011 году получила премию Kinkiest TGirl Domme.

## Прочее
Участвовала в качестве специального гостя на различных телешоу, в том числе The Maury Povich Show и «Шоу Тайры Бэнкс». Кроме этого, снялась в нескольких непорнографических фильмах, например, фильм ужасов 2011 года Red Ice и комедия 2011 года «Мальчишник 2: Из Вегаса в Бангкок».
Ли — активный член Американского союза защиты гражданских свобод и участвует в мероприятиях, связанных с правами ЛГБТ.

## Награды и номинации
- 2008 AVN Award номинация — транссексуальный исполнитель года[11]
- 2009 AVN Award номинация — транссексуальный исполнитель года[12]
- 2011 Kink.com Award — Kinkiest TGirl Domme[2]
- 2012 AVN Award номинации — кроссовер-звезда года и транссексуальный исполнитель года[2]